# Wybory parlamentarne w Gruzji w 2012 roku
Wybory parlamentarne w Gruzji odbyły się 1 października 2012 roku. W ich wyniku zostało wybranych 150 deputowanych do Parlamentu Gruzji. Wybory odbyły się według zreformowanego systemu wyborczego uzgodnionego przez przedstawicieli władzy i kilka partii opozycyjnych w 2011. 77 z 150 mandatów zostało przydzielone w okręgu większościowym listom krajowym, pozostałe 73 dla zwycięzców w okręgach jednomandatowych. Wybory nie zostały przeprowadzone na terytorium Abchazji i Osetii Południowej.

## Wyniki
Wybory parlamentarne z wynikiem 54,97% głosów i 85 mandatami zakończyły się zwycięstwem opozycji zjednoczonej w ramach koalicji Gruzińskie Marzenie pod wodzą miliardera Bidziny Iwaniszwilego. Do parlamentu wszedł również Zjednoczony Ruch Narodowy kierowany przez Dawita Bakradze. Frekwencja wyborcza wyniosła 59,76%.
Obok list partyjnych wystartowały również dwa bloki wyborcze. W skład koalicji Gruzińskie Marzenie weszło sześć partii: Demokratyczna Gruzja, Partia Konserwatywna, Przemysł Uratuje Gruzję, Partia Republikańska, Nasza Gruzja i Forum Narodowe. Drugi blok utworzyli Europejscy Demokraci wspólnie z Ruchem Chrześcijańsko-Demokratycznym.

Wygrane w okręgach: niebieski – Gruzińskie Marzenie, czerwony – Zjednoczony Ruch Narodowy, kolor szary – nie głosowano (w Abchazji i Osetii Południowej)

| Partia                                  | Głosów    | %     | Mandaty               | Mandaty               | Mandaty | Mandaty |
| Partia                                  | Głosów    | %     | Okręgi wielomandatowe | Okręgi jednomandatowe | Suma    | +/–     |
| --------------------------------------- | --------- | ----- | --------------------- | --------------------- | ------- | ------- |
| Gruzińskie Marzenie                     | 1 184 612 | 54,97 | 44                    | 41                    | 85      | +85     |
| Zjednoczony Ruch Narodowy (ENM)         | 873 233   | 40,34 | 33                    | 32                    | 65      | -52     |
| Ruch Chrześcijańsko-Demokratyczny (KDM) | 44 293    | 2,05  | 0                     | 0                     | 0       | -6      |
| Gruzińska Partia Pracy (SLP)            | 26 759    | 1,24  | 0                     | 0                     | 0       | -6      |
| Nowa Prawica (NRP)                      | 9 379     | 0,43  | 0                     | 0                     | 0       | -17     |
| Pozostałe partie                        | 21 357    | 0,97  | -                     | -                     | -       | -       |
| Razem                                   | 2 159 633 | 100%  | 77                    | 73                    | 150     | –       |
| Źródło:                                 |           |       |                       |                       |         |         |